# Estació de trens de Belval-Rédange
L'Estació de trens de Belval-Rédange (en luxemburguès:Gare Belval-Réideng, en francès: Gare de Belval-Rédange, en alemany: Bahnhof Belval-Redingen) és una estació de trens que es troba al barri Belval a l'oest de la ciutat d'Esch-sur-Alzette, al sud de Luxemburg. Rédange és el nom de referència a la ciutat francesa que es troba a l'altre costat de la frontera. La companyia estatal propietària és Chemins de Fer Luxembourgeois. L'estació és de la línia 60 CFL, que connecta la Ciutat de Luxemburg amb les Terres Roges al sud del país.

## Servei
Belval-Rédange rep els serveis ferroviaris pels trens de Regionalbahn (RB) amb relació a la línia 60 CFL de Ciutat de Luxemburg a Rodange.